# Maurice Piot
Maurice Piot (San Quintino, 14 luglio 1912 – Parigi, 21 maggio 1996) è stato uno schermidore francese, vincitore di una medaglia di bronzo nella scherma ai giochi olimpici.
È il nipote di Jean Piot.